# Graincourt-lès-Havrincourt
Graincourt-lès-Havrincourt é uma comuna francesa na região administrativa de Altos da França, no departamento de Pas-de-Calais. Estende-se por uma área de 11,57 km². Em 2010 a comuna tinha 650 habitantes (densidade: 56,2 hab./km²).